# Dokos
Dokos (gr. Δοκός, tłum. na pol. „promień”) – niewielka grecka wyspa położona w archipelagu Wysp Sarońskich; niedaleko Hydry, oddzielona a od Peloponezu cieśniną. Jedyne zabudowania na wyspie to latarnia morska i ruiny bizantyjskiej fortecy.
Leży w administracji zdecentralizowanej Attyka, w regionie Attyka, w jednostce regionalnej Wyspy, w gminie Hydra.
W 2011 roku wyspę zamieszkiwało 18 osób.

## Geografia
Dokos należy do archipelagu Wysp Sarońskich. Wyspa położona jest niedaleko Hydry a od Peloponezu oddziela ją cieśnina. Wyspa jest skalista, z ograniczoną liczbą źródeł wody pitnej. Na wyspie znajduje się latarnia morska oraz ruiny bizantyjskiej fortecy z VII wieku.
Na Dokos można dostać się promem z wyspy Spetses.

## Historia
Nazwa wyspy Dokos pochodzi od nazwiska armatorów z Hydry, do których wyspa należała pod koniec XVIII wieku. W okresie antyku wyspa nazywana była „Aperopia”.
Wyspa była zamieszkana od końca neolitu, a liczba mieszkańców zwiększyła się w okresie kultury helladzkiej wraz z rozwojem handlu morskiego. Z uwagi na swoje strategiczne położenie geograficzne – u wejścia do Zatoki Argolidzkiej, przy szlaku do wybrzeży Argolidy i Lakonii – w czasach wojny wyspa służyła jako forteca. Podczas wojny narodowo-wyzwoleńczej w 1821 roku wyspa wykorzystywana była jako baza morska dla floty hydryckiej. Po odzyskaniu niepodległości przez Grecję w 1830 roku wyspa kilkakrotnie przechodziła w posiadanie różnych rodzin hydryckich. Współcześnie wyspa wykorzystywana jest do wypasu owiec.
Podczas gdy w 2001 roku wyspę zamieszkiwały 43 osoby, głównie prawosławni mnisi oraz pasterze owiec, w 2011 wyspa miała 18 mieszkańców.

## Latarnia morska
Kamienna latarnia morska została wzniesiona na zachodnim brzegu Dokos w 1923 roku.

### Dane techniczne
- Wysokość wieży: 9 m[2]
- Charakterystyka światła: przerywane, co 12 sekund światło czerwone i białe[2]
- Zasięg nominalny światła białego: 9,7 km[2]
- Zasięg nominalny światła czerwonego: 6,5 km[2]
- Zmieniacz dwupozycyjny z dwoma żarówkami zasilany jest energią z czterech paneli słonecznych[2]

## Archeologia podmorska
W 1975 roku u zachodnich wybrzeży Dokos Peter Throckmorton (1929–1990) odkrył na dnie morza pozostałości cargo antycznego statku. Podwodne badania archeologiczne znaleziska były prowadzone przez Grecki Instytut Archeologii Podwodnej (gr. Ινστιτούτο Εναλίων Αρχαιολογικών Ερευνών) w latach 1989–92 pod kierownictwem Jeorjosa Papatanasopulosa. 
Pozostałości cargo statku znajdują się na głębokości od 8 do 26 metrów a ich wiek szacowany jest na ok. 2200 rok p.n.e. Statek przewoził różnorodne naczynia ceramiczne, najprawdopodobniej z warsztatów w Argolidzie z przeznaczeniem dla mieszkańców okolicznych wysp. Znalezisko obejmuje ponad 500 rozmaitych naczyń, m.in. dzbanów, amfor, mis, kubków czy naczyń typu askos.
Jest to najstarszy znany „wrak” statku na Morzu Egejskim, a według Greckiego Instytutu Archeologii Podwodnej najstarszy znany „wrak” statku na świecie. Ponieważ do dziś nie odnaleziono żadnego drewna, występują wątpliwości czy znalezisko można w ogóle określać mianem wraku.